# Sandö sund (Föglö, Åland)
Sandö sund är ett sund i Åland (Finland). Det ligger i den sydöstra delen av landskapet, 29 km öster om huvudstaden Mariehamn. Sandö sund ligger vid ön Flisö.